# Gabriele Missaglia
Gabriele Missaglia (Inzago, 24 luglio 1970) è un dirigente sportivo ed ex ciclista su strada italiano.
Professionista dal 1995 al 2008, vinse una tappa al Giro d'Italia 1997 e la Classica di Amburgo 2000. Dopo il ritiro ha diretto per sei stagioni la CCC Polkowice, per due il CCC Team e per una il Team Qhubeka, entrando quindi, a inizio 2023, nello staff della neonata Q36.5.

## Carriera
Passista con spunto veloce, passa professionista piuttosto tardi, nel 1995, con la Brescialat-Fago di Fabio Bordonali. Deve però attendere due anni, e il passaggio alla Mapei, per ottenere il primo successo nella massima categoria, in una tappa della Vuelta al País Vasco. Nello stesso anno si aggiudica anche la frazione con arrivo a Lido di Camaiore al Giro d'Italia.
In carriera ha colto sette vittorie, tra cui nel 1999 una tappa al Giro di Svizzera e nel 2000 una frazione alla Volta Ciclista a Catalunya e la Classica di Amburgo ad Amburgo, valida per il calendario di Coppa del mondo. Nelle ultime stagioni ha preferito mettere la sua esperienza al servizio di atleti più giovani, andando a correre in squadre di seconda fascia. Si è ritirato dall'attività al termine della stagione 2008.
Negli anni subito seguenti al ritiro ha ricoperto il ruolo di direttore sportivo presso alcune formazioni di categoria Continental e Professional Continental. Dal 2013 al 2018 ha diretto la formazione polacca CCC Polkowice; dal 2019 al 2020 è invece nello staff tecnico del sodalizio UCI World Tour polacco CCC Team, mentre nel 2021 è direttore sportivo del Team Qhubeka diretto da Douglas Ryder. Nel 2023 entro nello staff della neonata formazione svizzera Q36.5 Pro Cycling Team guidata ancora da Ryder.

## Palmarès
- 1992 (Dilettanti)

Targa del Centenario
- 1993 (Dilettanti)

Trofeo Mario Zanchi
- 1994 (Dilettanti)

Trofeo Amedeo Guizzi
Trofeo Adolfo Leoni
- 1997

1ª tappa Vuelta al País Vasco (Legazpi)
11ª tappa Giro d'Italia (Camaiore)
- 1998

Classifica generale Tour de Langkawi
- 1999

3ª tappa Giro di Svizzera (Bellinzona > Chiasso)
- 2000

4ª tappa Volta Ciclista a Catalunya (Montjuïc)
Classica di Amburgo
- 2007

Classifica generale Tour of Qinghai Lake

## Piazzamenti

### Grandi Giri
- Giro d'Italia

1996: 57º
1997: 53º
1998: 41º
1999: 16º
2000: 45º
2001: 60º
2002: 72º
2006: 106º
2008: 71º
- Vuelta a España

1999: ritirato (1ª tappa)

### Classiche monumento
- Milano-Sanremo

1996: 23º
2000: 168º
2002: 30º
2003: 107º
2008: 45º
- Giro delle Fiandre

1995: 59º
1996: 11º
2000: 24º
2002: 8º
2003: 58º
- Parigi-Roubaix

1995: 62º
- Liegi-Bastogne-Liegi

1996: 18º
1997: 49º
1999: 28º
2000: 72º
2001: 71º
2002: 45º
- Giro di Lombardia

2000: 26º
2002: 42º
2007: 64º